# 李在武
李在武（1970年8月—），男，汉族，山东济南人，中华人民共和国政治人物。山东师范大学毕业。现任中共日照市委书记。

## 生平

### 山东师范大学
1970年8月，李在武出生在山东省济南市。1988年7月考入山东师范大学，在马列部思想政治教育专业学习。1992年7月毕业后留校任中文系政治辅导员。1993年6月任党委办公室干事，1995年10月升任副科级干事。1999年8月转任团委副书记。2000年11月任党委办公室副主任，2005年1月兼任纪委正处级纪律检查员，2006年3月晋升党委办公室主任。2009年12月任党委组织部部长，2011年3月兼任党校常务副校长。

### 威海市
2011年12月，李在武调任中国共产党威海市委员会常务委员，翌年1月兼任统战部部长、市社会主义学院院长。2014年10月至12月曾短暂主持火炬高技术产业开发区党工委、管委会的工作。

### 潍坊市
2014年12月，李在武调任中国共产党潍坊市委员会常务委员、市纪委书记。2016年2月至4月中国共产党中央纪律检查委员会调他参加中央巡视组第九轮巡视。

### 山东省纪委
2017年12月，李在武调任中国共产党山东省纪律检查委员会常务委员。

### 日照市
2018年11月，李在武调任中国共产党日照市委员会副书记。2020年11月兼任市政府党组书记、代市长。2020年11月9日，日照市第18届人民代表大会常务委员会举行第31次会议，决定任命李在武为日照市副市长、代理市长，接替辞职的李永红。2021年1月24日，日照市第18届人民代表大会第6次会议，李在武当选日照市人民政府市长。2023年7月，山东省委决定：李在武同志任中共日照市委书记。